# تپه سی باقر ۱
تپه سی باقر ۱ مربوط به عصر مس و سنگ - مفرغ است و در شهرستان دالاهو، بخش مرکزی، دهستان بیونیج، روستای سی باقر واقع شده و این اثر در تاریخ ۲۶ اسفند ۱۳۸۶ با شمارهٔ ثبت ۲۱۸۰۴ به‌عنوان یکی از آثار ملی ایران به ثبت رسیده است.